# Festival di San Sebastián 1970
La 18ª edizione del Festival internazionale del cinema di San Sebastián si è svolta a San Sebastián dal 5 al 14 luglio 1970.

## Selezione ufficiale

### Concorso
- Abel, twój brat, regia di Janusz Nasfeter
- Aoom, regia di Gonzalo Suárez
- Teste tagliate (Cabezas cortadas), regia di Glauber Rocha
- Certo, certissimo, anzi... probabile, regia di Marcello Fondato
- Ecce homo Homolka, regia di Jaroslav Papousek
- Primo amore (Erste Liebe), regia di Maximilian Schell
- Caccia sadica (Figures in a Landscape), regia di Joseph Losey
- Là dove volano i corvi (御用金), regia di Hideo Gosha
- La moglie più bella, regia di Damiano Damiani
- Il tagliagole (Le boucher), regia di Claude Chabrol
- O Cerco, regia di António da Cunha Telles
- Ondata di calore, regia di Nelo Risi
- Sex-Power, regia di Henri Chapier
- Una pioggia di stelle (Čajkovskij), regia di Igor' Talankin
- La ragazza con il bastone (The Walking Stick), regia di Eric Till
- Non è più tempo d'eroi (Too Late the Hero), regia di Robert Aldrich
- Viaggio intorno al mio cranio (Utazás a koponyám körül), regia di György Révész

### Fuori concorso
- La ballata di Cable Hogue (The Ballad of Cable Hogue), regia di Sam Peckinpah
- Non si uccidono così anche i cavalli? (They Shoot Horses, Don't They?), regia di Sydney Pollack

## Premi
- Concha de Oro: Ondata di calore, regia di Nelo Risi
- Concha de Plata alla migliore attrice: Stéphane Audran, per Il tagliagole (Le boucher)
- Concha de Plata al miglior attore:
  - Innokentij Michajlovič Smoktunovskij, per Una pioggia di stelle (Čajkovskij)
  - Zoltán Latinovits, per Viaggio intorno al mio cranio (Utazás a koponyám körül)